# Angelo Mortera
Angelo Mortera (Livorno, 1826 – ...) è stato un criminale italiano coinvolto nello Scandalo della Banca Romana.

## Biografia
Angelo Mortera nacque a Livorno (allora parte del Granducato di Toscana) nel 1826. Tra il 1863 e il 1871 Mortera fu il presidente del consiglio sindacale degli agenti di cambio di Firenze. Dopo essersi dimesso dalla carica Mortera trasferisce a Roma e lavora come agente di cambio. Nel 1883 Mortera lasciò il ruolo di agente di cambio al proprio nipote e si dedicò alla attività di borsa in proprio e come operatore per conto della Banca Romana. Fece operazioni per conto del governatore della Banca Bernardo Tanlongo e fu coinvolto nel relativo scandalo.
Mortera, proprio per via delle sue speculazioni in borsa, rimase scoperto per la cifra di 3 milioni di lire con la Banca Romana. Nel processo che seguì lo scandalo, Mortera venne accusato di appropriazione indebita della somma di 100000 lire. Compare in tribunale assieme a Bernardo Tanlongo e Cesare Lazzaroni, entrambi accusati di sottrazione di fondi, di falsificazione di atti e di assegni, di aver fatto fabbricare a Londra 41 milioni di false lire, onde coprire gli appropriamenti indebiti nelle casse della Banca. A seguito di pressioni politiche, il procuratore generale Bartoli assolse Mortera e gli altri imputati nel 1893. La conseguenza di questo processo farsa generò un forte sdegno nell'opinione pubblica e le dimissioni del ministro di Grazia e Giustizia Francesco Santamaria-Nicolini.